# Aura Dione
Pour les articles homonymes, voir Dione.
Maria Louise Joensen, plus connue sous son nom de scène Aura Dione est une auteure-compositrice-interprète danoise née le 21 janvier 1985. Elle a sorti en 2008 son premier album, Columbine qui s'est vendu à 100 000 exemplaires dans le monde. De celui est extrait en single la chanson I Will Love You Monday (365), qui s'est écoulée à 300 000 exemplaires dans le monde. Son second album studio, Before the Dinosaurs, est sorti en 2011.

## Discographie

### Albums
| Titre                 | Album | Meilleure position | Meilleure position | Meilleure position | Meilleure position | Certifications                | Ventes                                |
| Titre                 | Album | Danemark           | Autriche           | Allemagne          | Suisse             | Certifications                | Ventes                                |
| --------------------- | --- | ------------------ | ------------------ | ------------------ | ------------------ | ----------------------------- | ------------------------------------- |
| Columbine             | - Sortie : 28 janvier 2008 - Label : Music for Dreams - Formats : CD, téléchargement numérique             | 3                  | 31                 | 44                 | 30                 | - Danemark : Disque d'or      | - Monde : 100 000 - Danemark : 20 000 |
| Before the Dinosaurs  | - Sortie : 4 novembre 2011 - Label : Island, Universal, Koolmusic - Formats : CD, téléchargement numérique | 11                 | 30                 | 14                 | 36                 | - Autriche IFPI : Disque d'or |                                       |
| Can't Steal The Music | - Sortie : 19 mai 2017 - Label : Island Records - Formats : CD, téléchargement numérique                   |                    |                    |                    |                    |                               |                                       |
| Can't Steal The Music | - Sortie : 19 mai 2017 - Label : Island Records - Formats : CD, téléchargement numérique                   |                    |                    |                    |                    |                               |                                       |
| Can't Steal The Music | - Sortie : 19 mai 2017 - Label : Island Records - Formats : CD, téléchargement numérique                   |                    |                    |                    |                    |                               |                                       |
| Can't Steal The Music | - Sortie : 19 mai 2017 - Label : Island Records - Formats : CD, téléchargement numérique                   |                    |                    |                    |                    |                               |                                       |
| Can't Steal The Music | - Sortie : 19 mai 2017 - Label : Island Records - Formats : CD, téléchargement numérique                   |                    |                    |                    |                    |                               |                                       |

!

### Singles
| Année                                                                        | Titre                              | Meilleure position | Meilleure position | Meilleure position | Meilleure position | Meilleure position | Meilleure position | Certification                                                                                                  | Album                |
| Année                                                                        | Titre                              | Danemark           | Autriche           | Allemagne          | Pays-Bas           | Slovaquie          | Suisse             | Certification                                                                                                  | Album                |
| ---------------------------------------------------------------------------- | ---------------------------------- | ------------------ | ------------------ | ------------------ | ------------------ | ------------------ | ------------------ | --- | -------------------- |
| 2009                                                                         | I Will Love You Monday (365)       | 20                 | 2                  | 1                  | 58                 | 14                 | 2                  | - Autriche: Disque de platine - AllemagneBM : Disque de platine - Suisse IFPI : Disque de platine              | Columbine            |
| 2010                                                                         | Song for Sophie (I Hope She Flies) | 16                 | 18                 | 12                 | —                  | 83                 | 68                 | - Danemark IFPI : Disque d'or                                                                                  | Columbine            |
| 2010                                                                         | Something from Nothing             | 7                  | —                  | 90                 | —                  | —                  | —                  | - Danemark : Disque d'or                                                                                       | Columbine            |
| 2011                                                                         | Geronimo                           | 1                  | 1                  | 1                  | —                  | 17                 | 7                  | - Danemark : Disque de platine - Autriche : Disque d'or - Allemagne : Disque de platine - Suisse : Disque d'or | Before the Dinosaurs |
| 2012                                                                         | Friends (featuring Rock Mafia)     | 6                  | 3                  | 4                  | —                  | 30                 | 10                 | | Before the Dinosaurs |
| "—" signifie que le single n'est pas sorti ou n'est pas classé dans le pays. |                                    |                    |                    |                    |                    |                    |                    | |                      |